# Dumbarton Muir

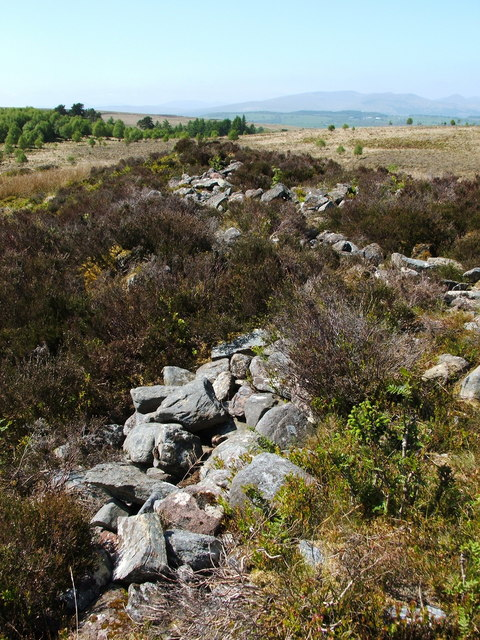
Dumbarton Muir

Dumbarton Muir (auch Dumbartonmuir, Gallangad Burn oder The Lang Cairn genannt) liegt in Auchencarroch, östlich von Balloch in West Dunbartonshire in Schottland und ist ein etwa 185 m langes Clyde Tomb.
Das Südwest-Nordost orientierte Clyde Tomb ist an der Fassadenseite etwa 1,8 m hoch, – wobei die Höhe hinter der Fassade vor einigen Jahren durch zusätzliche Steine erhöht wurde – etwa 15,0 m breit und verjüngt sich allmählich zum schmalen, abgerundeten Westende hin. An mehreren Stellen wurden Aushöhlungen in den Cairn gemacht. Mehrere kleine Platten, insbesondere entlang der westlichen Nordseite, können zu einer Einfassung gehören, die innerhalb des gegenwärtigen Randes des Cairns liegt. Am Fassadenende des Steinhügels befindet sich eine Fassade aus Orthostaten mit zwischenliegendem Trockenmauerwerk. Der 1,8 m hohe Stein an der prominentesten Stelle wurde um 1960 wieder aufgerichtet. Zuvor auf dem Vorplatz liegend, wurde er am Platz seiner Basis aufgestellt. In der Mitte der Fassade befinden sich zwei Paare von Portalsteinen. Hinter der Fassade befindet sich schräg zur Achse das einzige Abteil einer Kammer, die jetzt aber verdeckt ist. Es ist unbekannt, welche Struktur zwischen dem Kammerabteil und den Portalsteinen lag.
Etwa 20 m hinter der Fassade ist ein Teil einer Seitenkammer freigelegt. Eine weitere seitliche Kammer existierte 15 m weiter westlich. Sichtbar ist eine etwa 0,3 m dicke 1,35 m lange Platte. Eine Vertiefung deutet darauf hin, dass der Stein die Ostseite einer Kammer bildete.

Dumbarton Muir
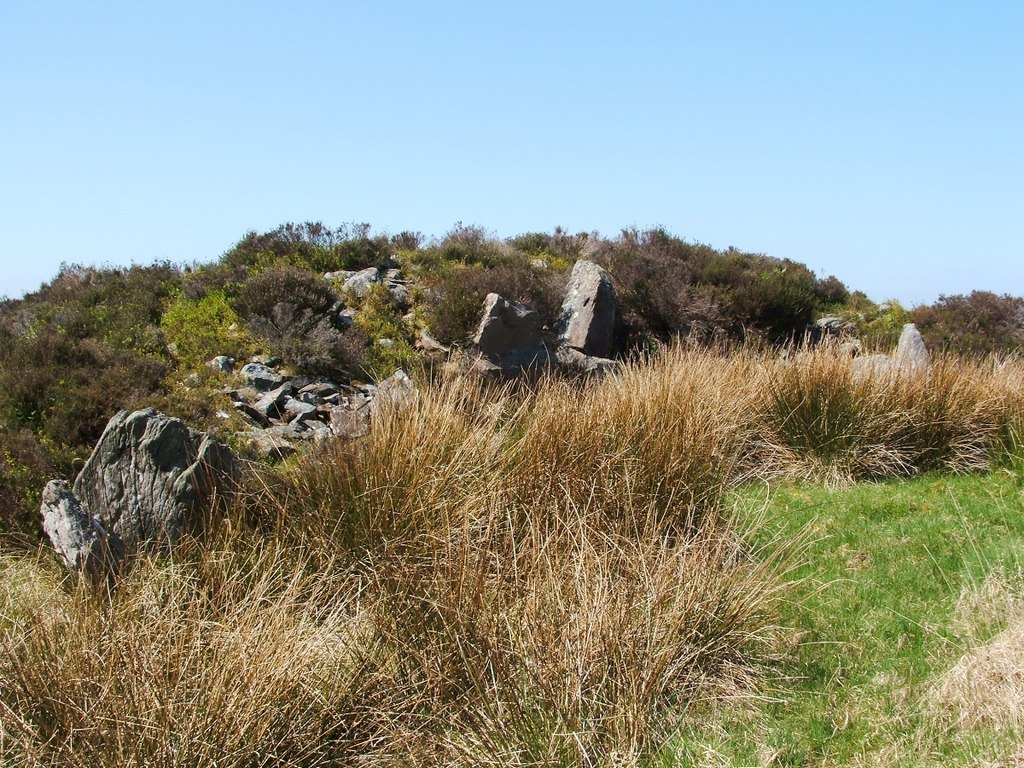
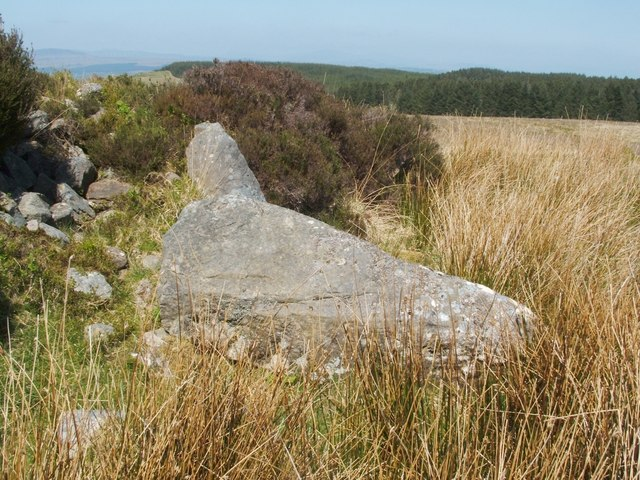
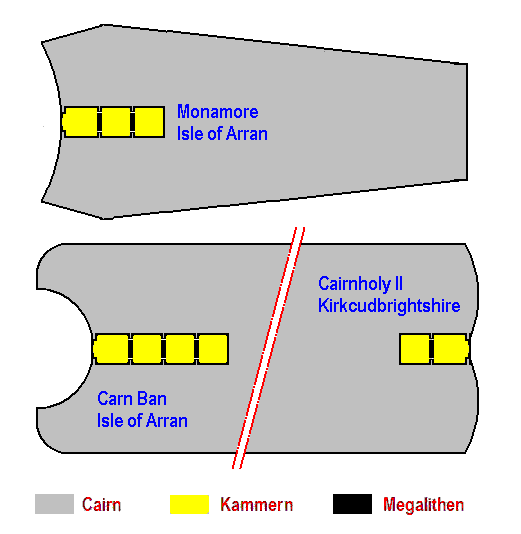
Prinzipskizze Clyde Tombs
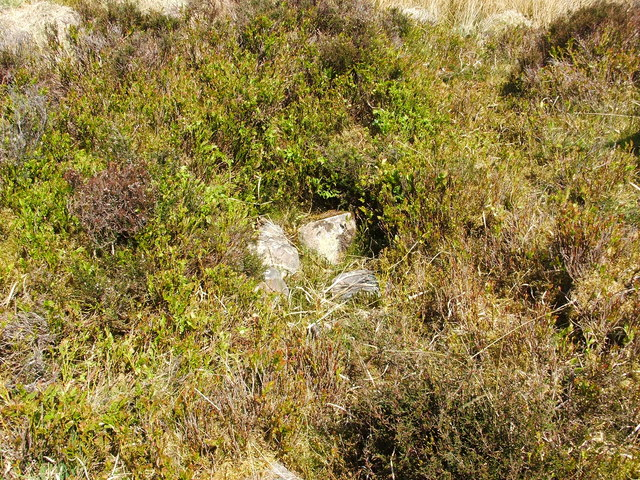
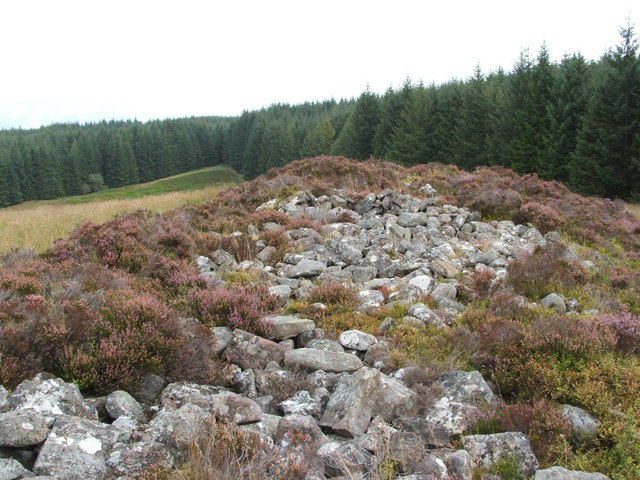

In der Nähe des Westendes auf der Achse des Cairns steht eine Platte. Ihre Oberkante ist bündig mit dem Cairnmaterial. Eine kleinere Platte nördlich davon kann zu einer Einfassung gehören.
Ein Pflaster aus flachen Platten füllt den Vorplatz. Darauf lag eine Schicht abgerundeter Steine wie jene, die den Steinhaufens bildeten. Diese Steine wurden auf den Hügel hinter der Fassade zurückgebracht, als der große Stein wieder aufgerichtet wurde. Diese Schicht war wahrscheinlich eine absichtliche Zugangsblockierung.